# Маскат (аеропорт)
Міжнародний аеропорт Маскат (IATA: MCT, ICAO: OOMS), раніше Міжнародний аеропорт Сіб є головним міжнародним аеропортом в Омані та розташований у місті Сіб, на відстані 32 км від центру столиці Маската. Аеропорт є хабом для основного авіаперевізника Oman Air і першої бюджетної авіакомпанії Оману Salam Air і пропонує рейси до кількох регіональних напрямків, а також міжконтинентальні рейси до Азії, Африки та Європи.

## Історія
Менший аеродром, розташований у Бейт-ель-Фаладж, служив столичним аеропортом і був відомий крутими поворотами та крутими спусками. У зв'язку з потребою у більшому просторі для розширення операцій нинішній аеропорт був побудований на його нинішньому місці та відкритий як Міжнародний аеропорт Сіб у 1973 році
У минулому він приймав BAe Nimrods Королівських ВПС, зокрема під час війни в Перській затоці 1991 року. Ці літаки співпрацювали з Королівським військово-морським флотом Оману в серії навчань «Magic Roundabout». База була використана загоном танкерів Vickers VC10 з № 101 ескадрильї Королівських ВПС під час навчання у Війні в Перській затоці з SEPECAT Jaguars Королівських ВПС.
1 лютого 2008 року аеропорт отримав свою теперішню назву.

## Опис
Аеропорт займає площу 21 км2. Спочатку він мав одну будівлю пасажирського терміналу, одну злітно-посадкову смугу, а також незначні вантажні та технічні приміщення. Частина розширення аеропортового комплексу містила житло для працівників аеропорту та співробітників Oman Air.
Під час розширення було побудовано новий термінал і диспетчерську вежу разом із новою злітно-посадковою смугою. Нинішній термінал є найбільшим аеропортом в Омані, будівництво було розпочато в 2007 році та відкрито в 2018 році. Нові об'єкти також включають VIP-термінал для приватних літаків і готель в аеропорту.
В аеропорту базуються авіакомпанія VIP класу Royal Flight of Oman та ВПС Оману. Королівський термінал і ангари Royal Flight розташовані поруч із старим терміналом.
У 2019 році була в аеропорті встановлена система виявлення дронів Aaronia AARTOS C-UAS, що зробило його першим у світі, де працює система виявлення дронів.

### Термінали

#### Термінал 1 (новий термінал)
Новий і більший термінал аеропорту, розташований на північ від існуючого терміналу та першої злітно-посадкової смуги, відкритої у 2018 році. Завдяки цій новій будівлі пропускна здатність аеропорту зросла до 20 мільйонів пасажирів на рік після завершення першого етапу. Подальші розширення в рамках другого та третього етапів збільшать пропускну спроможність аеропорту до 24 та 48 мільйонів пасажирів на рік відповідно. Термінал займає площу 580 000 м² і має 118 стійок реєстрації, 10 стрічок для отримання багажу, 82 імміграційні стійки, 45 повітряних воріт (ґейтів) і нову 97-метрову диспетчерську вежу. Новий термінал розташований між старою та новою злітно-посадковими смугами та здатний обслуговувати великі літаки, такі як Airbus A380 та Boeing 747. Термінал відкрився 18 березня 2018 року, перший рейс авіакомпанії Oman Air з Наджафа прибув о 6:30 вечора

#### Термінал 2 (старий термінал)
Термінал 2 — це двоповерховий пасажирський термінал Т-подібної форми в одній будівлі. Побудований у 1970 році, він був відкритий у 1973 році як заміна аеропорту Бейт-ель-Фаладж і протягом останніх років кілька разів розширювався, щоб обслуговувати зростаючу кількість пасажирів. Цей термінал мав 58 стійок реєстрації, 23 виходу на посадку, чотири стрічки для отримання багажу та кілька стійків обслуговування та магазинів. За роки експлуатації пасажири та екіпаж доставлялися до літака та з нього за допомогою маршрутних автобусів, оскільки термінал не мав телетрапів.
Останнім міжнародним рейсом, який відправлявся зі старого терміналу, був рейс Oman Air до Цюріха, Швейцарія, тоді як інший рейс Oman Air, що прямував до Салали, став останнім внутрішнім рейсом. Старе приміщення планувалося перебудувати в термінал недорогих перевізників, але натомість його перетворили на польовий госпіталь і пункт вакцинації від COVID-19 після спалаху вірусу COVID-19.

### Злітно-посадкові смуги та перон
Аеропорт має дві злітно-посадкові смуги. Оригінальна злітно-посадкова смуга, позначена як Runway 08R/26L, здатна обслуговувати Boeing 747-400 і 777. Друга злітно-посадкова смуга, розташована на північ від будівлі нового терміналу, під номером 08L/26R, відкрита 14 грудня 2014 року, може обслуговувати більші літаки, такі як Boeing 747-8, Airbus A380 і Антонов Ан-225. Оригінальна злітно-посадкова смуга між новими об'єктами та старим пасажирським терміналом була закрита в 2015 році на реконструкцію та розширення в рамках будівництва повністю нової головної будівлі терміналу та перону.
Перон старого терміналу складається з 32 місць для літаків по обидва боки Т-подібної будівлі пасажирського терміналу з 30 новими, побудованими у дві черги перед новою будівлею терміналу, кілька з яких уже використовувалися станом на вересень 2016 рік.

## Авіалінії та напрямки

### Пасажирські (станом на вересень 2023)
Наступні авіакомпанії здійснюють регулярні регулярні та чартерні рейси до та з Маскату:
| Авіакомпанія                    | Пункт призначення |
| ------------------------------- | --- |
| Air Arabia                      | Каїр, Шарджа |
| Airblue                         | Лахор |
| Air India                       | Делі, Мумбаї |
| Air India Express               | Бангалор, Віджаявада, Гайдарабад, Каннур, Кочі, Калікут, Мангалур, Тіруванантапурам, Тіручирапаллі |
| Biman Bangladesh Airlines       | Дакка, Сілет1, Читтагонг |
| Cham Wings Airlines             | Дамаск |
| Edelweiss Air                   | Цюрих |
| Egyptair                        | Каїр |
| Emirates                        | Дубай |
| Ethiopian Airlines              | Аддис-Абеба |
| Etihad Airways                  | Абу-Дабі |
| flydubai                        | Дубай |
| Gulf Air                        | Бахрейн |
| IndiGo                          | Гайдарабад, Калікут, Кочі, Мумбаї, Тіруванантапурам, Ченнай |
| Jazeera Airways                 | Кувейт, |
| Karun Airlines                  | Бендер-Аббас |
| Kish Air                        | Шираз |
| KLM                             | Амстердам |
| Kuwait Airways                  | Сезонний: Кувейт |
| Oman Air                        | Абу-Дабі, Амман, Борг-ель-Араб, Бахрейн, Бангалор, Бангкок–Суварнабхумі, Каїр, Бандаранаїке, Даммам, Дар-ес-Салам, Делі, Дакка, Джакарта-Сукарно-Хатта, Джидда, Дубай, Ель-Дукм, Франкфурт, Гоа-Мопа (з 29 жовтня 2023), Гуанчжоу-Байюнь, Гайдарабад, Ісламабад, Карачі, Ель-Хасаб, Занзібар, Кочі, Калікут, Куала-Лумпур, Кувейт, Лахор, Лондон-Гітроу, Лаухнау, Мале, Маніла, Мешхед, Медина, Мілан-Мальпенса, Москва-Шереметьєво, Мумбаї, Мюнхен, Париж-Шарль де Голль, Пхукет, Ріяд, Салала, Стамбул, Тегеран, Тіруванантапурам (з 1 жовтня 2023), Трабзон, Хамад, Цюрих, Ченнай, Читтагонг, Шираз |
| Pakistan International Airlines | Гвадар, Ісламабад, Карачі, Лахор, Мултан, Пушавар, Сіялкот, Турбат, Фейсалабад |
| Pars Air                        | Шираз |
| Pegasus Airlines                | Стамбул-Сабіха-Гьокчен |
| Qatar Airways                   | Хамад |
| Qeshm Air                       | Кешм, Мешхед, Тегеран, Шираз |
| SalamAir                        | Абу-Дабі, Бахрейн, Борг-ель-Араб, Бангкок–Суварнабхумі, Багдад, Бішкек, Читтагонг, Бандаранаїке, Даммам, Дакка, Хамад, Дубай, Ель-Дукм,Ель-Фуджайра, Стамбул, Стамбул-Сабіха Гьокчен, Джайпур, Джидда, Карачі, Катманду, Хартум, Калікут (з 1 жовтня 2023), Кувейт, Лаухнау, Мешхед, Масіра, Медина, Мултан, Ош, Пешавар (з 23 жовтня 2023), Пхукет, Кветта (з 23 жовтня 2023), Ріяд, Салала, Шираз, Сіялкот, Тегеран, Тіруванантапурам, Фейсалабад (з 23 жовтня 2023) Сезонні: Алмати, Баку, Бейрут, Куала-Лумпур, Бурса, Прага, Різе-Артвін, Сараєво, Ет-Таїф, Тбілісі, Трабзон Чартерні: Мухаїзна   |
| Saudia                          | Джидда |
| SriLankan Airlines              | Бандаранаїке |
| Taban Air                       | Мешхед, Шираз, Тегеран |
| Turkish Airlines                | Стамбул |
| US-Bangla Airlines              | Дакка, Сілет, Читтагонг |
| Vistara                         | Мумбаї |
| Wizz Air                        | Абу-Дабі |

Примітки
- ↑  Рейс авіакомпанії Biman Bangladesh Airlines з Маскату до Дакки робить зупинку в Сілеті. Однак рейс Дакка — Маскат безпосадковий.

### Вантажні
| Авіакомпанія  | Пункт призначення                                           |
| ------------- | ----------------------------------------------------------- |
| Cargolux      | Люксембург                                                  |
| Qatar Airways | Хамад                                                       |
| SalamAir      | Дакка, Дубай — Аль-Мактум, Гонконг, Мумбаї, Стамбул, Хартум |

## Статистика

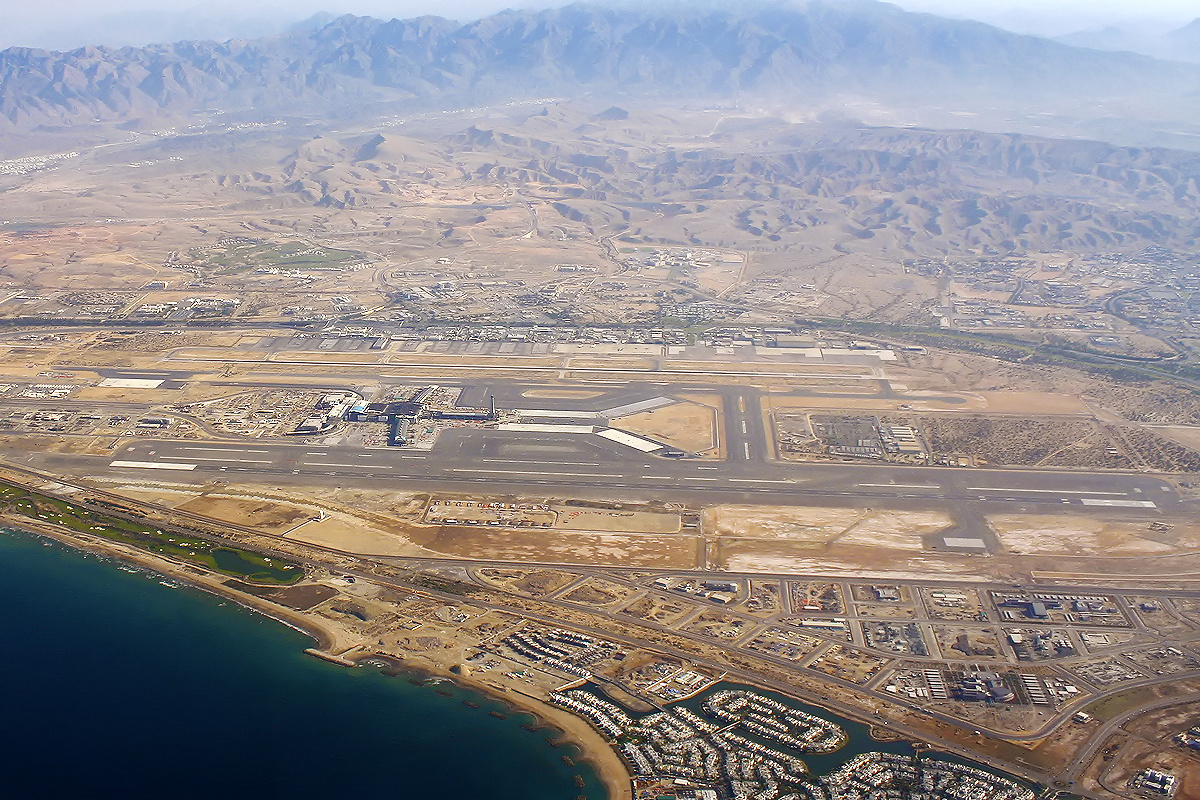
Пташиний вид на весь аеропорт із новим терміналом у центрі та старими спорудами зверху

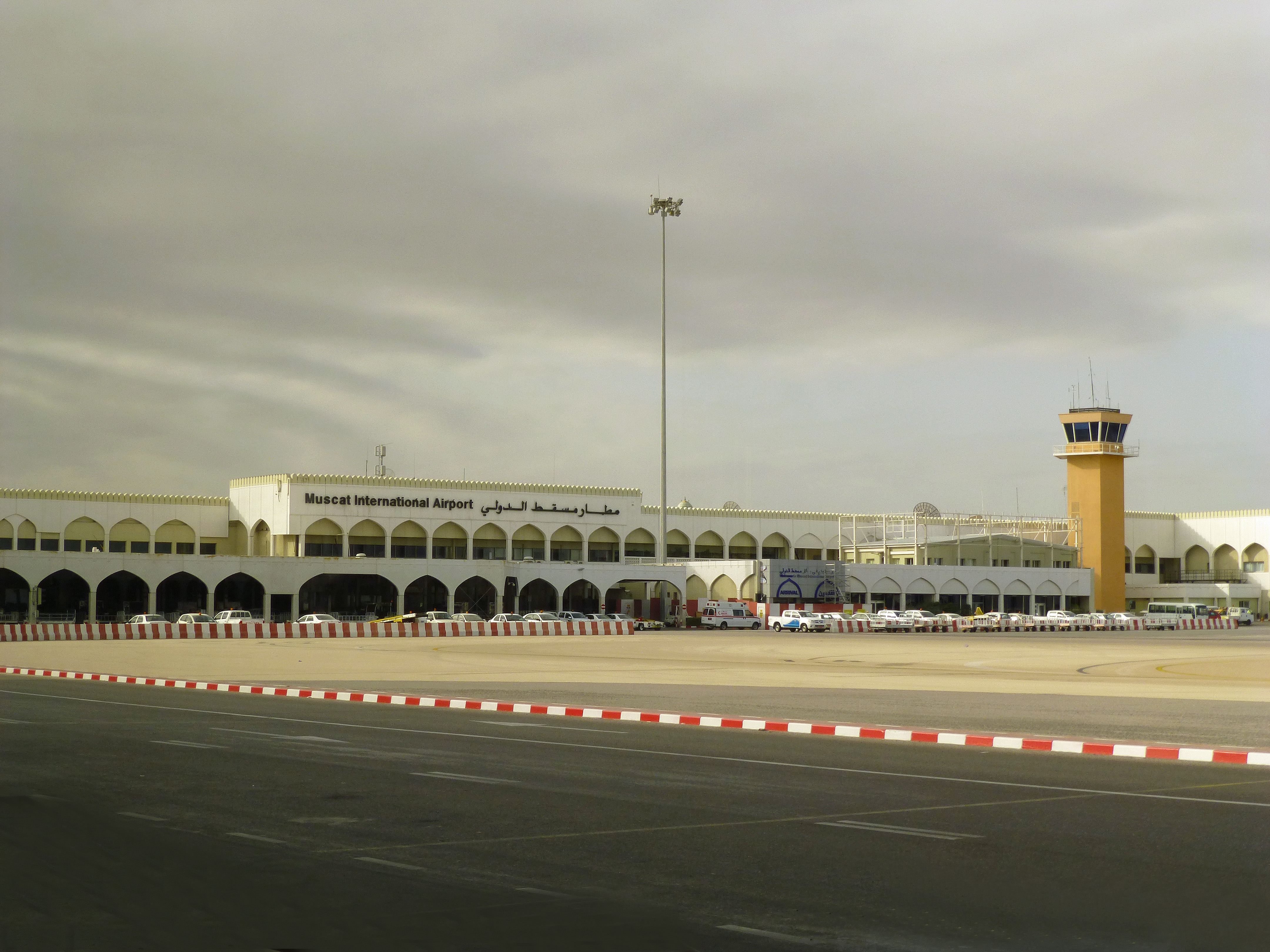
Термінал 2, колишня головна будівля

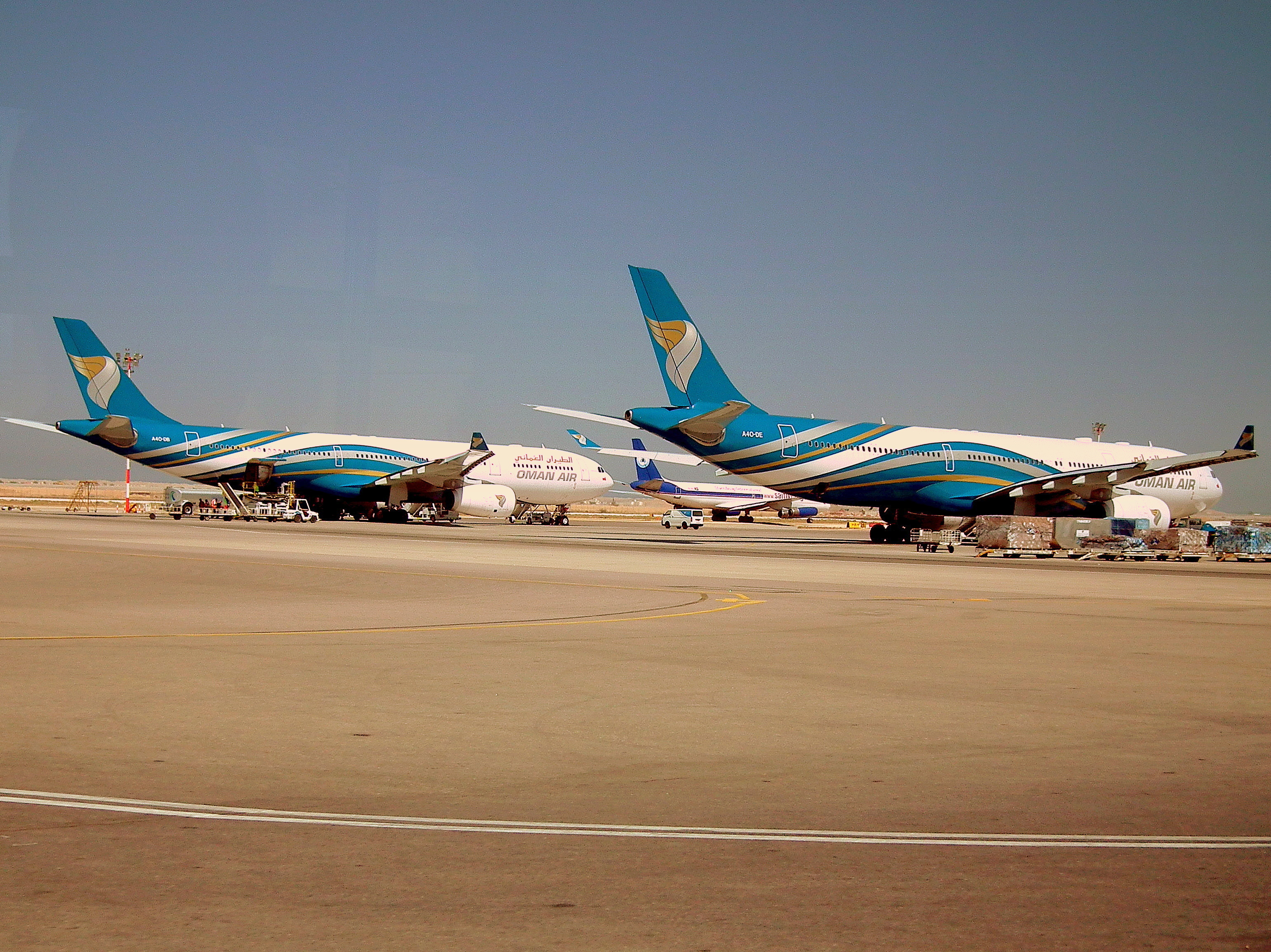
Oman Air Airbus A330-300 припаркований на пероні старого терміналу. До відкриття нового терміналу джетбриджів не було.

Див. джерело запитів Вікіданих та джерела.
| рік      | Пасажири    | Вантажні перевезення в МТ | Рухи літаків |
| -------- | ----------- | ------------------------- | ------------ |
| 2020 рік | 4 085 499▼  | 109,806▼                  | 35,188       |
| 2019 рік | 16 038 844▲ | 240,285▲                  | 117,601      |
| 2018 рік | 15 392 095▲ | 212,764▲                  | 118 698      |
| 2017 рік | 14 061 732▲ | 200,852▲                  | 114 360      |
| 2016 рік | 12 031 496▲ | 180,332▲                  | 103,326      |
| 2015 рік | 10,315,358▲ | 154,868▲                  | 103,915      |
| 2014 рік | 8,709,505▲  | 121,368▲                  | 92,347       |
| 2013 рік | 8,310,927▲  | 120 667▲                  | 90,223       |
| 2012 рік | 7,546,716▲  | 112,306▲                  | 81,486       |
| 2011 рік | 6 479 860▲  | 98 085▲                   | 78 650       |
| 2010 рік | 5,752,017▲  | 96 696▲                   | 79,710       |
| 2009 рік | 4 558 002▲  | 63,764▲                   | 66 872       |
| 2008 рік | 4 001 393▼  | 57,887▼                   | 58,346       |
| 2007 рік | 4 219 000▼  | 76,448▼                   | 49,806       |
| 2006 рік | 4 778 000▲  | 97,908▲                   | 49,901       |
| 2005 рік | 4 071 000▲  | 76 563▲                   | 52,781       |
| 2004 рік | 3 461 000▲  | 67,151▲                   | 43,622       |
| 2003 рік | 2 886 000▲  | 48 630▲                   | 42,330       |
| 2002 рік | 2 447 000▼  | 46 934▼                   | 39,555       |
| 2001 рік | 2 700 992▼  | 71 830▲                   | 35 064       |
| 2000 рік | 2 721 393   | 69 696                    | 36 082       |

## Доступ
Національна транспортна компанія Оману (Mwasalat) цілодобово обслуговує спеціальні автобуси до аеропорту з фіксованими інтервалами. Маршрут А1 курсує між Мабелою та автовокзалом Руві із зупинкою в аеропорту Маскат. Автобусний маршрут 8 (Al Mouj-Al Khuwair) також має зупинку в аеропорту Маскат. Таксі в аеропорту зі спеціальними стійками в залах багажу та прильоту доступні. Також доступні послуги прокату автомобілів і водія.